# Санджив Сахота
Санджив Сахота (на английски: Sunjeev Sahota) е английски писател, автор на произведения в жанра социална драма.

## Биография и творчество
Санджив Сахота е роден през 1981 г. в Дарби, Англия. Потомък е на имигранти от Пенджаб, Индия, преселили се през 1966 г. Когато е 7-годишен, семейството му се премества в Честърфийлд. След завършване на гимназията следва математика в лондонския „Импириъл Колидж“. От януари 2011 г. работи като специалист по маркетинг в застрахователна компания Aviva.
Когато е осемнайсетгодишен, докато посещава роднини в Индия, преди да започне следването си в университета, прочита книгата „Среднощни деца“ на Салман Рушди. Това го запалва да чете книгите на Арундати Рой, Викрам Сет, Казуо Ишигуро и други автори, както и по-късно сам да започне да пише през свободното си време.
Дебютният му роман „Наши са улиците“ (Ours Are the Streets) е издаден през 2011 г. Въз основа на бомбените атентати в Лондон на 7 юли 2005 г. романът представя историята на британски пакистански младеж, който става атентатор самоубиец. Романът получава положителна оценка от критиката във вестниците „Таймс“, „Гардиън“, „Индипендънт“, „Обзървър“ и други медии.
Вторият му роман „Годината на бягствата“ е издаден през 2015 г. Той е история за трима млади мъже и една жена, нелегални имигранти от Индия, които живеят в Шефилд, всеки със своята трагична или тайна история, за техните смели мечти и ежедневни борби, за бягството от омразата и религиозните борби, за постигане на ново спокойно съществуване, човешко достойнство и любов. Романът е номиниран за наградата „Букър“, печели награда „Анкор“ за най-добър втори роман и наградата за литература на Европейския съюз за 2017 г.
През 2013 г. писателят е включен в списъка на двадесетимата най-добри млади писатели на списание „Гранта“. През 2018 г. е избран за член на Кралското литературно дружество в рамките на инициативата „40 автори под 40 години“. През 2019 г. започва да преподава творческо писане в университета Дърам.
Санджив Сахота живее със семейството си в Шефилд.

## Произведения
Самостоятелни романи:
- Ours Are the Streets (2011)[1][2]
- The Year of the Runaways (2015) – награда за литература на ЕС
Годината на бягствата, изд. ICU, София (2021), прев. Надежда Розова
- China Room (2021)